# Hammberg (Tauberbischofsheim)
Der Hammberg ist ein 333 m ü. NHN hoher Berg über dem rechten Talhang des Taubertales bei Tauberbischofsheim im Main-Tauber-Kreis in Baden-Württemberg und der Name eines Walddistriktes darauf. Ein Trimm-Dich-Pfad, ein Walderlebnispfad, ein Waldspielplatz, ein Grillplatz, ein Hochzeitswald sowie mehrere Wege für Jogger und Wanderer machen aus dem Hammberg ein Naherholungsgebiet, dem die ansässige Bevölkerung in der Freizeit stark zuspricht.

## Geographie
Das Gipfelplateau des Hammbergs ist nahezu vollständig bewaldet (Distrikt Hammberg) und gliedert sich in die beiden Gewanne Vorderer Hammberg und Hinterer Hammberg. Im Nordosten setzt sich jenseits der Gemarkungsgrenze Tauberbischofsheim/Großrinderfeld der Wald im  Distrikt Großrinderfelder Forst der Nachbargemeinde fort.

## Geschichte

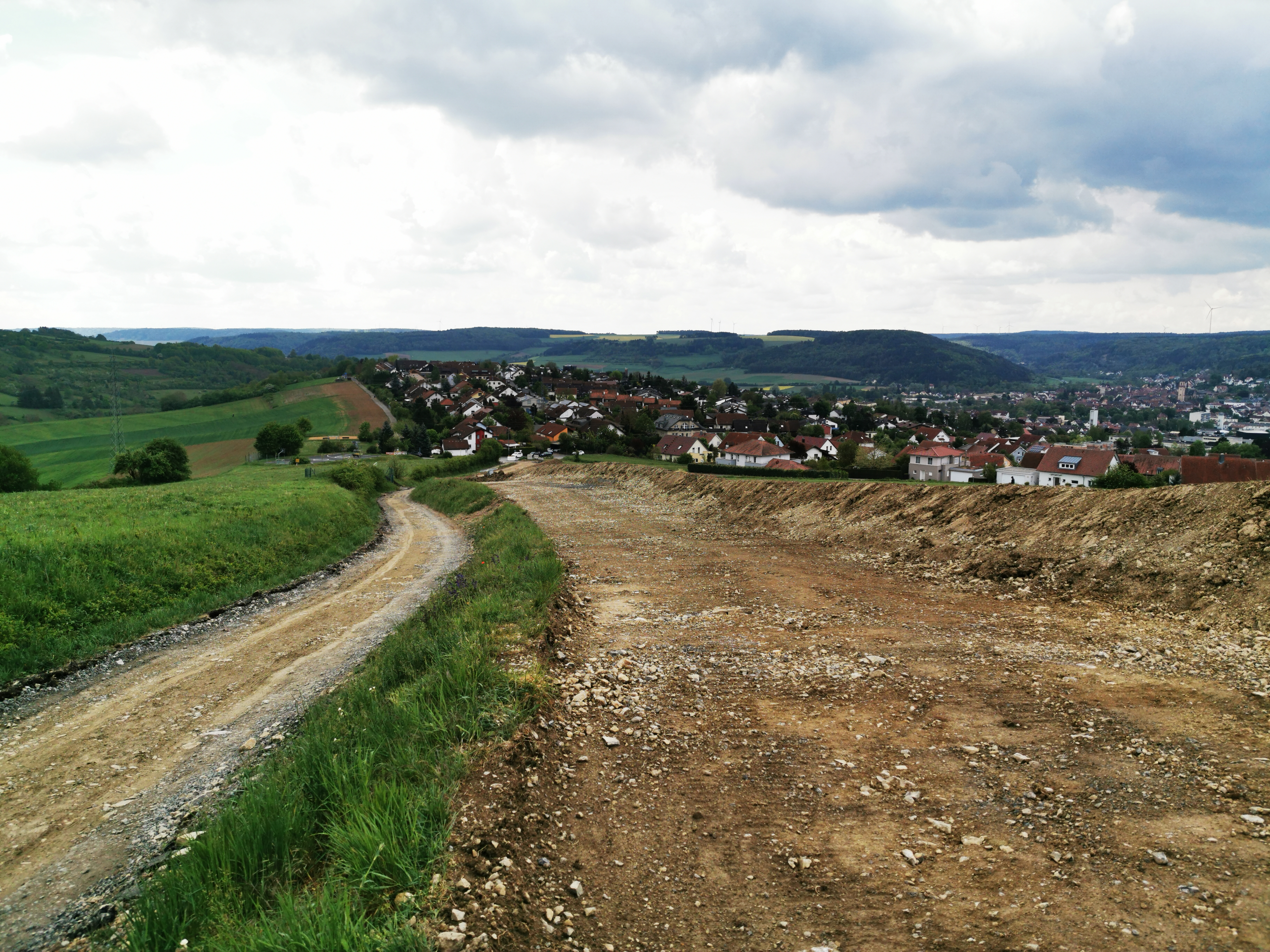
2020 wurde der asphaltierte Weg zum Hochbehälter an der Hammbergspitze aufgrund umfangreicher Bauarbeiten für mehrere Monate gesperrt

Bereits im Jahre 1841 war der Berg in der Topographische Karte über das Großherzogtum Baden auf „Blatt 5 Bischofsheim“ (heute Tauberbischofsheim) als Hammberg verzeichnet. Weitere Erwähnungen als Hammberg folgten auf Messtischblättern von 1882 und 1932. Auf zwei Gemarkungsübersichtsplänen von Tauberbischofsheim aus dem Jahre 1932 sind die Gewanne Vorderer Hammberg und Hinterer Hammberg verzeichnet.
Ab dem 20. April 2020 wurde der asphaltierte Weg von der Albert-Schweitzer-Straße zur Hammbergspitze für mehrere Monate gesperrt. Die Vollsperrung war notwendig, weil dort Wasserleitungen im Zuge einer Umstrukturierung der Wasserversorgung im Rahmen des Neubaus des Wasserwerks Taubertal verlegt wurden, um den Hochbehälter am Hammberg über die Goethestraße sowie den sogenannten Zickzack-Weg am Brenner an die Wasserleitungen im Bereich der Würzburger Straße anzuschließen.

## Naherholung

### Trimm-Dich-Pfad am Hammberg
Der in den 1970er Jahren eingerichtete Trimm-dich-Pfad „Vitalparcours“ auf dem Hammberg war bei der Bevölkerung von Tauberbischofsheim und Umgebung beliebt, weil sie sich dort in freier Natur abwechslungsreich sportlich betätigen konnte. Nachdem über die Jahre die Geräte des Parcours gealtert und verschlissen waren und deswegen zum Teil bereits abgebaut werden mussten, ermöglichte es eine Spende in Höhe von 30.000 Euro der Tauberbischofsheimer Bürgerstiftung im Jahr 2018, den Trimm-Dich-Pfad mit modernen Fitnessgeräten neu auszustatten.

### Walderlebnispfad Hammberg
Der Walderlebnispfad Hammberg führt auf befestigten Wegen durch Misch- und Nadelwald. Mehrere Informationstafeln informieren über die heimische Flora und Fauna. Daneben beziehen sieben Erlebnisstationen die Wanderer aktiv in das Ökosystem Wald mit ein. Andere Teile des Wegs sind der Erholung und Information gewidmet.

### Waldspielplatz Hammberg
Im Gewann Vorderer Hammberg liegt im Wald ein Abenteuerspielplatz mit mehreren Spielgeräten, darunter eine Seilbahn. Dort gibt es ebenfalls einen Unterstand und einen Grillplatz.

### Hochzeitswald der Stadt Tauberbischofsheim
Seit 1990 gibt es in Tauberbischofsheim die Tradition, dass Brautpaare, die in der Stadt standesamtlich geheiratet haben, dort gemeinsam ihren eigenen Hochzeitsbaum pflanzen dürfen. Der Hochzeitswald am Hammberg wurde 2011 eingerichtet.

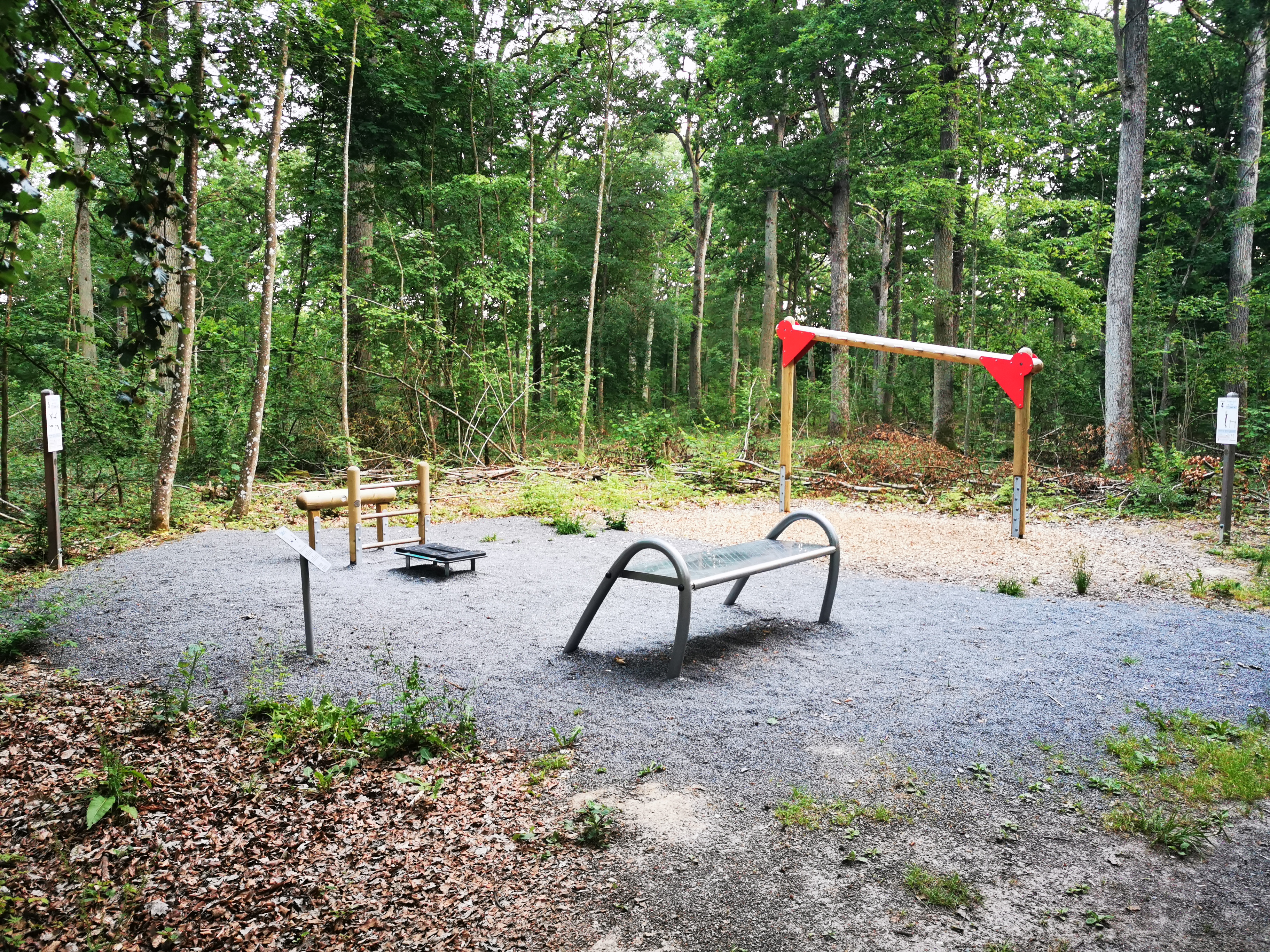
Eine von mehreren Stationen des Trimm-Dich-Pfads am Hammberg
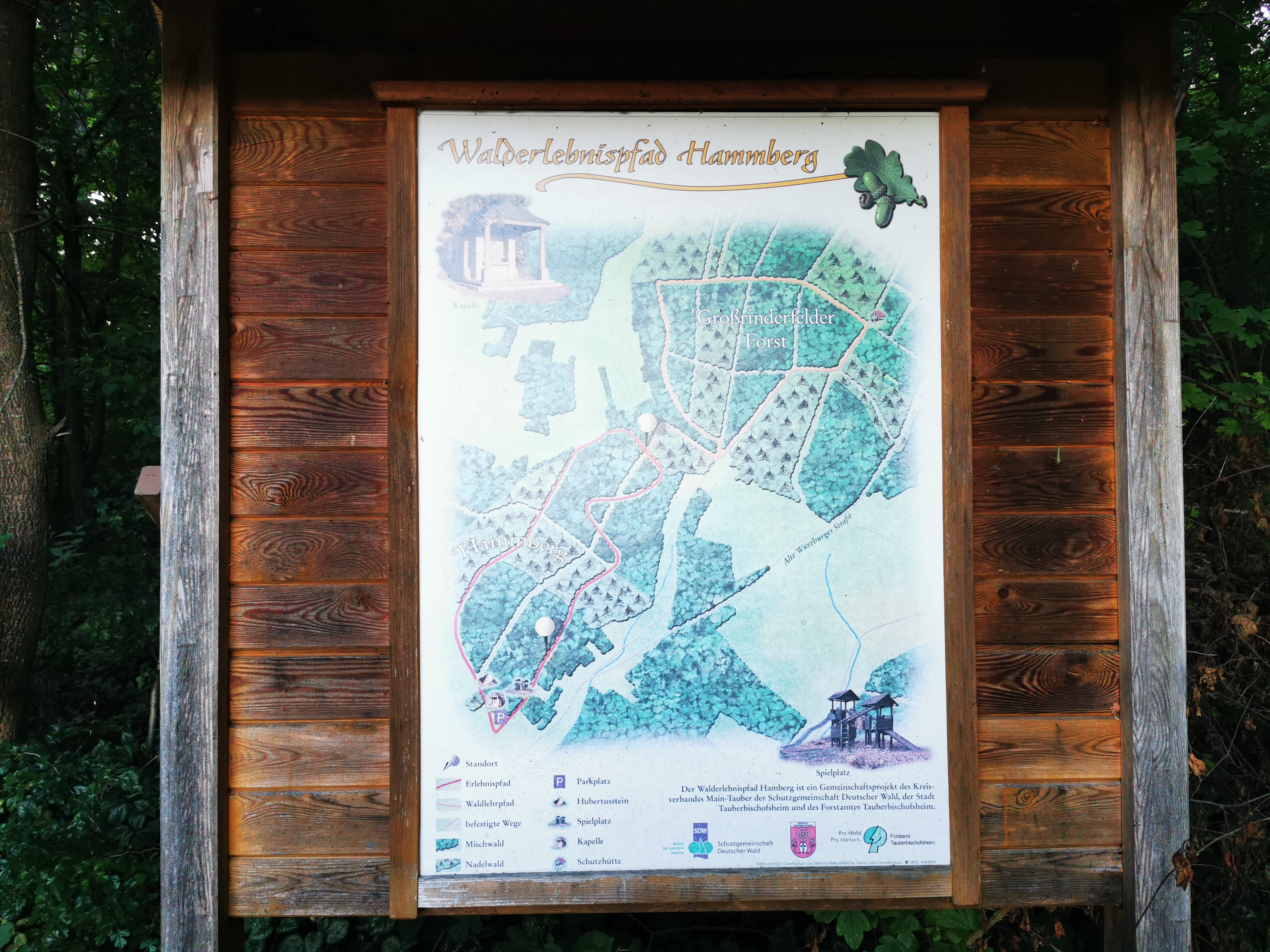
Karte des Walderlebnispfads Hammberg
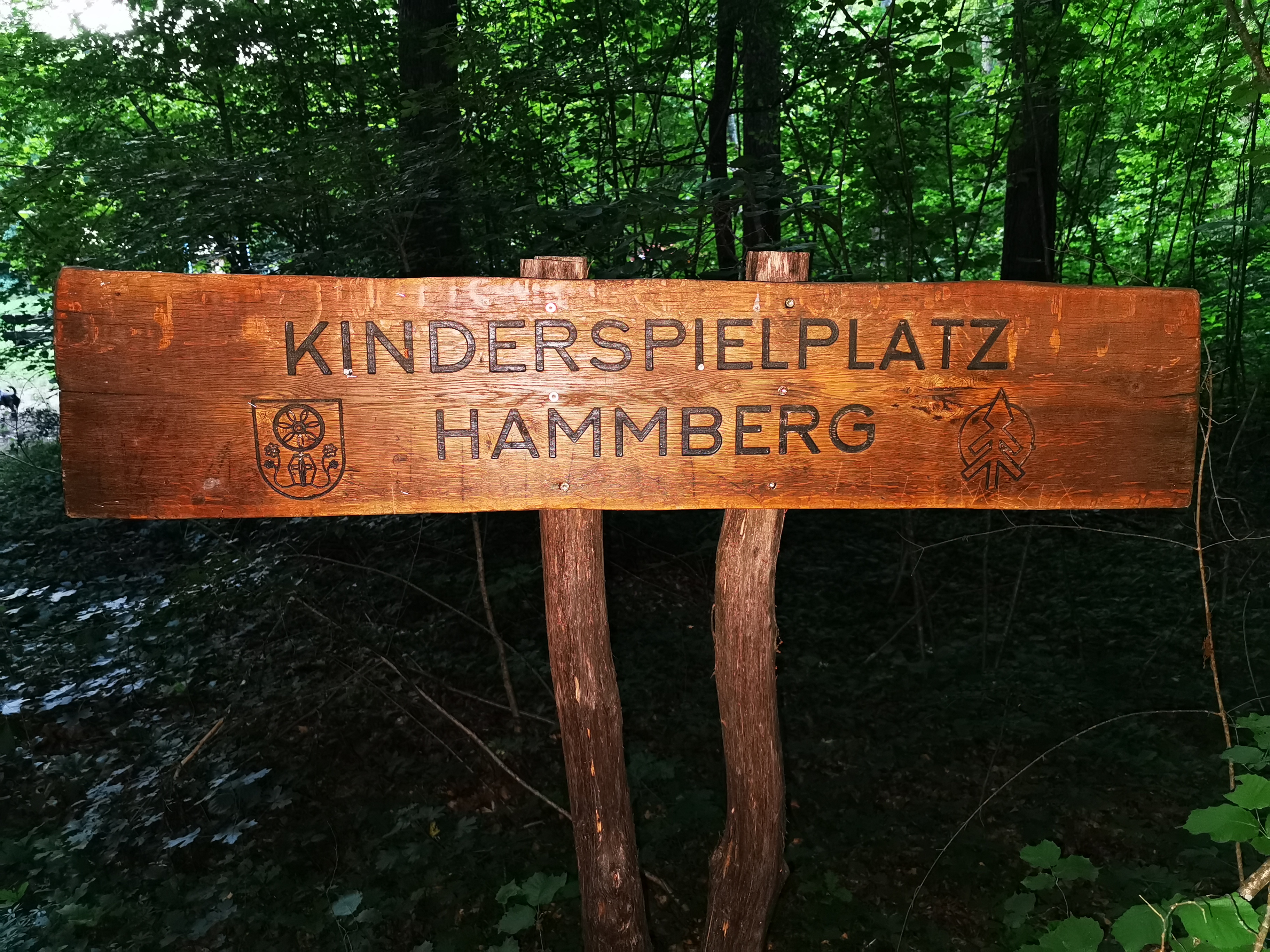
Hinweisschild für den Kinderspielplatz Hammberg
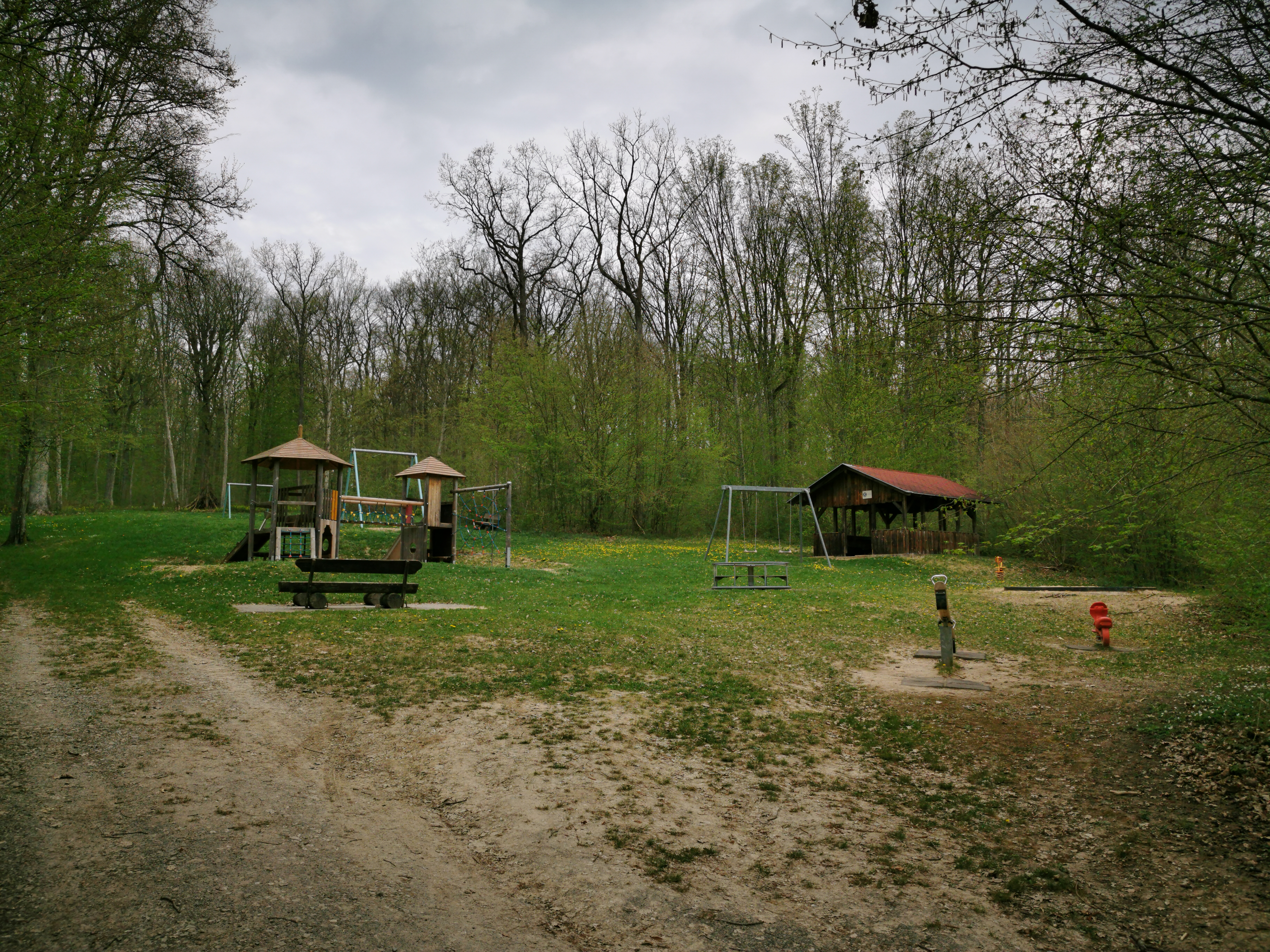
Waldspielplatz Hammberg
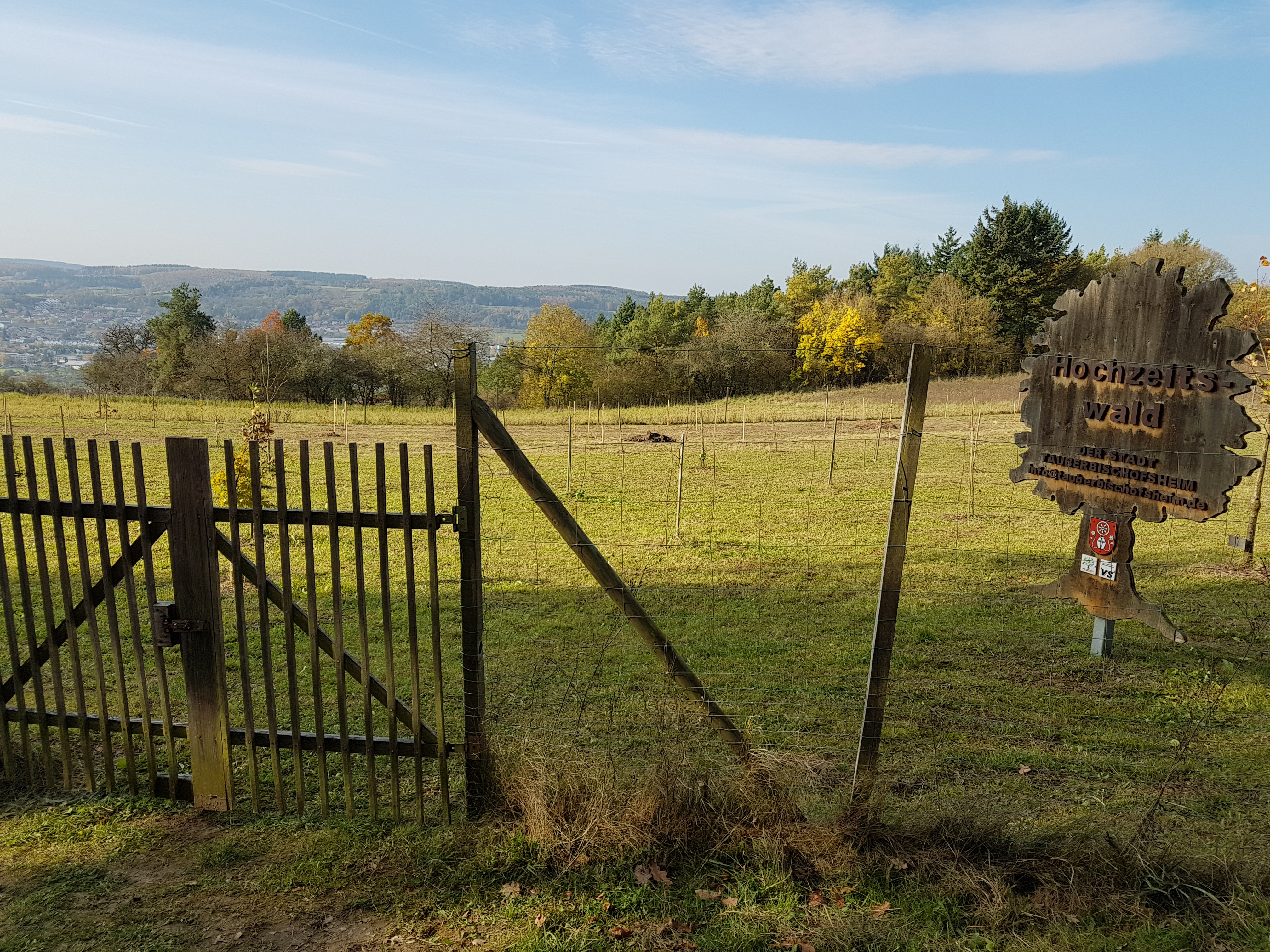
Hochzeitswald am Hammberg mit Blick auf Tauberbischofsheim

## Kulturdenkmale am Hammberg

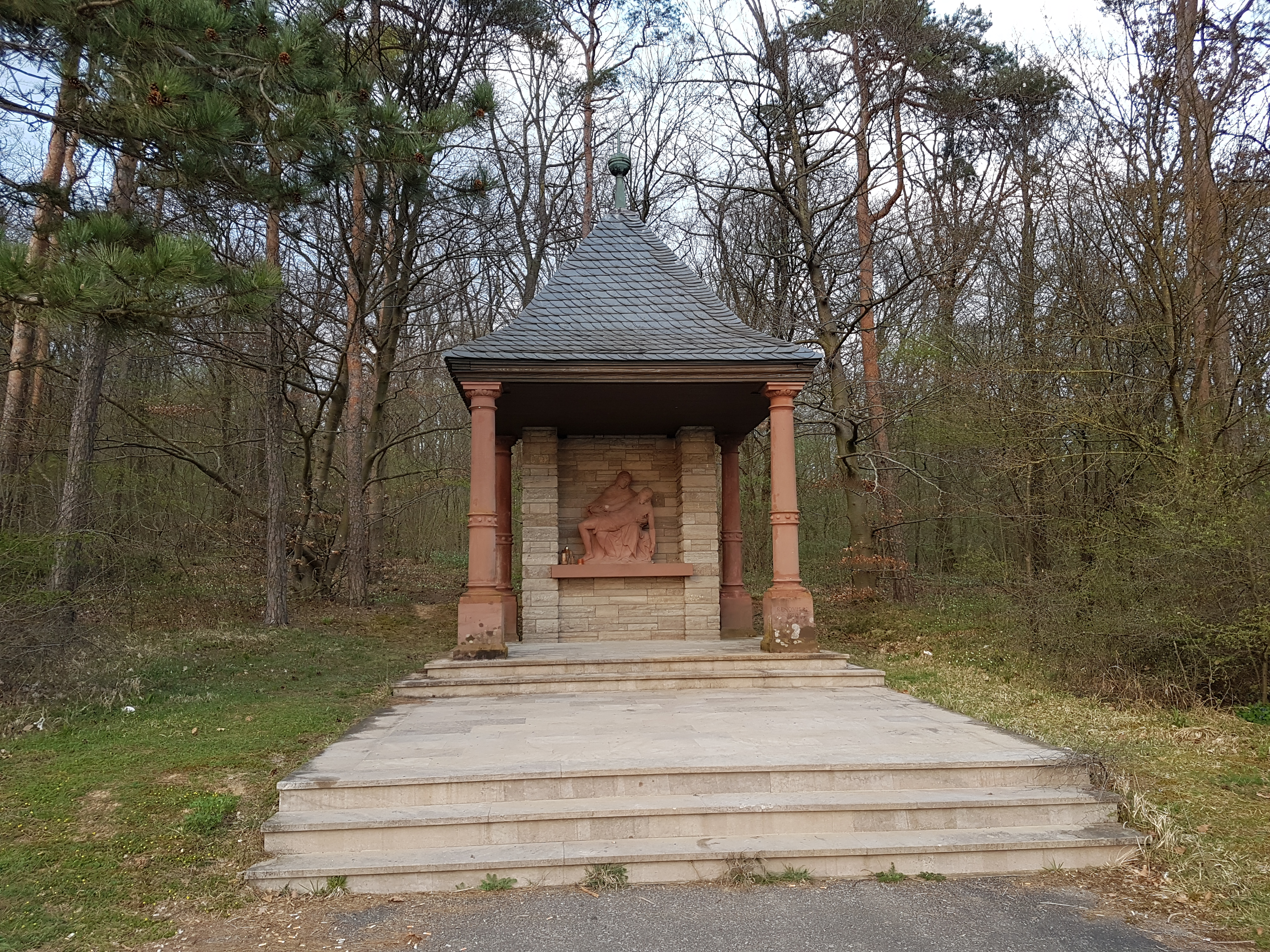
Die Rektorskapelle an ihrem heutigen Standort am Hammberg, 2017

Die sogenannte Rektorskapelle befindet sich am Hammberg im Gewann Vorderer Heimberg. Sie wurde 1626 errichtet und befand sich damals an einem anderen Standort in der Nähe des Krankenhauses Tauberbischofsheim an der Albert-Schweitzer-Straße. Am heutigen Standort im Bereich des Trimm-dich-Pfads am Hammberg handelt es sich um einen offenen Kapellenbau mit einem Altar und einer Pietà.
Mehrere historische Grenzsteine entlang von Waldwegen des Hammbergs markieren die Gemarkungsgrenze zwischen Tauberbischofsheim und Großrinderfeld.

## Trivia
Auf historischen Karten wurde der Hammberg seit Jahrhunderten mit zwei m geschrieben, ebenso auf aktuellen Karten der Landesanstalt für Umwelt Baden-Württemberg und des Geoportals Baden-Württemberg. Auf einzelnen städtischen Hinweisschildern sowie der städtischen Website wird der Berg nach der Jahrtausendwende jedoch wohl fälschlicherweise mit nur einem m geschrieben.